# Hemlingsån
Hemlingsån este o arie protejată (arie specială de conservare — SAC, sit de importanță comunitară — SCI) din Suedia întinsă pe o suprafață de 1.756,6 ha, integral pe uscat.

## Localizare
Centrul sitului Hemlingsån este situat la coordonatele 63°43′42″N 18°11′54″E / 63.7283°N 18.1983°E.

## Înființare
Situl Hemlingsån a fost declarat sit de importanță comunitară în iulie 2000 pentru a proteja 3 specii de animale. Situl a fost protejat și ca arie specială de conservare în martie 2011.

## Biodiversitate
Situată în ecoregiunea boreală, aria protejată conține 2 habitate naturale: Cursuri de apă de la nivel de câmpie la nivel montan, cu vegetație Ranunculion fluitantis și Callitricho-Batrachion, Lacuri și iazuri distrofice naturale.
La baza desemnării sitului se află mai multe specii protejate:
- mamifere (1): vidră de râu (Lutra lutra)
- nevertebrate (1): Margaritifera margaritifera
- pești (1): zglăvoacă (Cottus gobio)